# Корпус Красных Фонарей
Корпус Красных Фонарей (англ. Red Lantern Corps) —  организация в комиксах вселенной DC Comics. Дебютировали в Green Lantern (vol. 4) #25 в декабре 2007 года и были созданы писателем Джеффом Джонсом и художником Итаном Ван Скивером. Некоторые черты в образах членов Корпуса были навеяны художнику фильмом «28 недель спустя», любимым фильмом Скивера о зомби.

## Биография
Перед тем как Стражи Вселенной создали Корпус Зелёных Фонарей, их первой попыткой организовать межзвёздные силы правопорядка были Охотники на людей — роботы, запрограммированные на охрану порядка во Вселенной. Но со временем их программа решила, что органическая жизнь является источником зла, и Охотники на людей уничтожили всех жителей сектора 666. Выжило только пять существ, которые организовали группу под названием Пять Обращённых, лидером которой стал Атроцитус. С помощью могущественной магии крови они захватили три галактики и создали Империю слёз. Хранители Вселенной выступили против них и победили, и в наказание подвергли пятёрку распятию и заключению на планете Исмолт.
Зелёный фонарь Абин Сур узнал о том, что Пятеро Обращённых с помощью своих кровавых ритуалов узнали о будущем уничтожении корпуса Зелёных Фонарей. Он стал навещать Исмолт, чтобы узнать больше о пророчествах. Желая предотвратить Темнейшую ночь — событие, которое должно привести к концу Зелёных фонарей, Абин Сур берёт с собой Атроцитуса и отправляется на поиски причины грядущей Тьмы. Во время путешествия Атроцитусу удаётся посеять сомнение в Абин Суре и вырваться на свободу, смертельно ранив своего конвоира. Атроцитус отправляется на поиски Уильяма Хэнда, который станет причиной Темнейшей ночи. Но ему мешают уничтожить того Зелёные фонари Синестро и Хэл Джордан, который стал преемником Абин Сура.
Атроцитус возвращается на Исмолт, где освободил свой гнев и поддался ему, он убил одного из своих товарищей из пятерых Обращённых по имени Квил, из крови которого он получил Красное кольцо силы, которое подпитывается от его гнева, а также Красный Фонарь с красной Батареей Силы для зарядки кольца.
После этого Атроцитус убил остальных членов Пятерых Обращённых использовав их кровь как часть своих планов. Атроцитус поклялся отомстить Стражам Вселенной, Синестро и всем, кто отправил его в заключение.
Он начал рассылать кольца по всей Вселенной в надежде набрать последователей и создать армию. Среди тех, кто согласился присоединиться к нему, были Вайс — самый беспощадный член Корпуса, бывший домашний кот Декс-Стар с планеты Земля, Близ — женщина, которая была подвергнута пыткам Корпусом Синестро на планете Ранкс. До принятия кольца они были обычными, но кольцо испортило их изнутри и взяло над ними верх, обуяв их гневом и ненавистью. После того, как Атроцитус собрал достаточно существ, он отправился на Коругар для того, чтобы отомстить Корпусу Синестро, которые, в свою очередь, готовили нападение на Зелёных Фонарей, чтобы освободить своего лидера. Красные Фонари устроили бойню, убив множество Зелёных Фонарей и членов Корпуса Синестро, а самого Синестро захватив в плен на Исмолт.
Атроцитус намеревался использовать кровь Синестро для другого ритуала, чтобы создать новые красные кольца силы, которые смогут уничтожить Коругар, Корпус Зелёных Фонарей и Корпус Синестро. При помощи силы кольца он не смог напугать Синестро, и тогда Атроцитус при помощи сердца одного из убитых членов Корпуса пытается узнать главный секрет своего врага, чтобы манипулировать им, и узнаёт, что у Синестро есть дочь.
Красные Фонари захватили Синестро и оставили Зелёных Фонарей и Корпус Синестро умирать. Хэл Джордан и оставшиеся Фонари были спасены Голубым Фонарём Святым Уолкером. Хэл отправился с Уолкером на планету Одим, штаб Корпуса Голубых Фонарей, где стал свидетелем принятия нового Синего Фонаря, Уорта. Хэл соглашается с Гансетом, который настаивал на спасении Синестро. На Исмолте Хэл попал в ловушку Атроцитуса и был пойман и захвачен вместе с Синестро. Он был освобождён Голубыми Фонарями, прилетевшими вместе с Корпусом Синестро, которые собирались освободить своего лидера. Хэл пытался освободить Лэиру от влияния красного кольца, но Синестро убил её. Джордан перестал контролировать свой гнев и стал уязвим, попытался убить Синестро, и его гнев притянул кольцо Лэйры и превратил его в Красного Фонаря, после этого он атаковал Корпус Синестро и Корпус Голубых Фонарей. Также как и другие Красные фонари, Хэл мог создавать различные объекты с помощью красного кольца.

## Оружие
Оружие членов Корпуса Красных Фонарей — красное кольцо силы, которое подпитывается от гнева и ярости своего владельца, а также находящихся рядом живых существ. Обладатели красных колец зависимы от них, так как кольцо заменяет им сердца и изменяет их кровь, удаление кольца смертельно для них, если поблизости не будет голубого Фонаря. Красная энергия кольца схожа с зелёной энергией колец Корпуса Зелёных Фонарей. Но только те, кто обладает огромной силой воли, способной противостоять кольцу, могут создавать с помощью него конструкции; обычно же красная энергия выплескивается из кольца или изо рта обладателя в виде пламени(он может гореть даже в космосе), пробивая любую оборону противника. Когда пользователь носит красное кольцо, он начинает думать что он теряет свой контроль над разумом. Но для некоторых это выходит удачей для некоторых такие как Атроцитус. Но и у Красного корпуса имеется своя слабость против совместных сил Голубого и Зелёного Корпусов. Голубой свет, символизирующий надежду, способен погасить красное пламя ярости. Любовь может быть фатальной для Красного Фонаря. Будучи противоположностью гнева, любой Красный Фонарь, который чувствует любовь к другому существу, будет немедленно отвергнут своим кольцом, а значит и оставлен без жизнеобеспечения. Но у некоторых получается возможность вернуться в роли того кем была жертва до того как приняли в роли Красного Фонаря такие как Супергёрл и даже Мера.
Как и у других Корпусов во вселенной DC Comics, у Корпуса Красных Фонарей есть своя клятва, которая произносится во время подзарядки кольца силы от фонаря. Любая ошибка в перестройки клятв, не даст кольцу подзарядиться:

«Умерших кровь мы заберём,
И ярости огонь зажжём,
Так с нашей ненавистью впредь
Судьбою вашей станет смерть!»
Оригинальный текст (англ.)
«:With blood and rage of crimson red,,
Ripped from a corpse so freshly dead,
Together with our hellish hate,
We’ll burn you all- that is your fate!»
— Green Lantern (vol. 4) #32

## Появления вне комиксов
- Красные фонари являются основными антагонистами в первой половине мультсериала Зелёный Фонарь 2011 года. Один из его членов, Рейзер, позже становится одним из протагонистов сериала.
- Корпус Красных Фонарей появляется в нескольких эпизодах мультсериала Лига Справедливости в действии.
- Атроцитус и Декс-Старр, как парные представители корпуса Красных Фонарей, есть как играбельные персонажи в Injustice 2. В режиме истории после победы над Брэйниаком Атроцитус убил его и отключились все собранные города. Члены Корпуса Красных Фонарей так разозлились, что выгнали Атроцитуса. И при этом привлекли кое кого который отвечает за сострадание. В результате чего Корпус Красных Фонарей стали иными и стали Стражами, и при этом использовали кровавое средство в качестве убийств негодяев и тех кто будет вредить вселенной и даже планет.